# Хэллоуин 2007
«Хэллоуин 2007» (англ. Halloween, иногда употребляется как «Хэллоуин 9») — американский фильм в жанре «слэшер» 2007 года. Сценарист, режиссёр и продюсер — Роб Зомби. Является ремейком одноимённого фильма ужасов 1978 года и девятой частью франшизы «Хэллоуин». В фильме снялись Тайлер Мэйн в роли взрослого Майкла Майерса, Малкольм Макдауэлл в роли доктора Сэма Лумиса, Скаут Тейлор-Комптон в роли Лори Строуд и Дэйг Ферк в роли юного Майкла Майерса. Ремейк Роба Зомби несёт элемент глобального переосмысления оригинального фильма Джона Карпентера: фильм 2007 года социализирует и очеловечивает серийного убийцу.
Следуя совету Карпентера «сделать фильм своим», Зомби решил сделать фильм одновременно историей происхождения и ремейком, что позволило сделать больше оригинального содержания, а не просто переснять одни и те же сцены. Несмотря на неоднозначные отзывы, фильм, производство которого обошлось в 15 миллионов долларов, собрал 80,3 миллиона долларов по всему миру без поправки на доллары США. В 2009 году Зомби снял сиквел «Хэллоуин 2».

## Сюжет
В Хэдонфилде в Иллинойсе живёт 10-летний Майкл Майерс, у которого неблагополучная семья: его мать Дебра работает танцовщицей в стрип-клубе, его старшая сестра Джудит совершенно распущена, а его отчим Ронни Уайт — инвалид-алкоголик. Ещё в семье есть месячная младшая сестра Майкла Анджела. В канун Хэллоуина у Майкла в школе происходит стычка со школьными хулиганами, в результате чего директор вызывает Дебру и своего знакомого, детского психиатра, Сэмюэля Лумиса. Они показывают шокированной Дебре труп кошки, которая была найдена в его рюкзаке, и фотографии замученных животных. Лумис сообщает Дебре, что из-за нездоровой обстановки в семье у её сына явно нарушена психика (дома он часто носит маску клоуна, потому что она, по его словам, «скрывает его уродство») и ей следует быть готовым к тому, что в будущем Майкл может от убийств животных перейти к более кардинальным мерам. Тем временем Майкл, подкараулив за пределами школы одного из хулиганов, до смерти забивает его огромным суком. В тот же вечер, когда Дебра уходит на работу, Майкл, надев свою маску, сначала перерезает Ронни глотку, затем забивает до смерти битой бойфренда Джудит Стива, а затем закалывает ножом и саму Джудит. После приходит в комнату к Анджеле и желает ей весёлого Хэллоуина.
Спустя 11 месяцев по окончании судебного процесса Майкла признают виновным в убийстве первой степени и направляют на лечение в психиатрическую лечебницу в Смитс-Гроув, а Лумиса назначают его лечащим врачом. На сеансах Майкл говорит, что не помнит, как убивал. По совету одного из санитаров Майкл решает создать вокруг себя свой мир, который выражается во множестве сделанных им масок, которые он затем начинает надевать на сеансы с Лумисом. Проходит полгода, и Лумис с Деброй с ужасом замечают, что Майкл начинает прятаться за этими масками, потому что он начинает носить их не снимая, и чем маска страшнее, тем с каждым днём он всё больше замыкается в себе, и перестаёт говорить. После очередного сеанса Майкл убивает одну из медсестёр, и Дебра с ужасом понимает, что её сын уже никогда не станет прежним. Виня себя за то, что Майкл рос в тяжёлой обстановке, и не желая подвергать таким тяготам Анджелу, Дебра в тот же вечер совершает самоубийство.
Спустя 15 лет, за день до Хэллоуина Лумис уходит на пенсию и Майкла решают перевезти в другую лечебницу. За это время Майкл физически сильно вырос, но всё так же нем. В тот же вечер Майкл сбегает из клиники, неожиданно проявив невероятную силу и убив всех своих конвоиров. На следующий день он возвращается в Хэдонфилд, убив по дороге дальнобойщика и забрав себе его комбинезон. Его дом заколочен и заброшен (став местным «Домом Ужасов»), но в своём тайнике Майкл находит маску бойфренда Джудит, которую он надел перед тем, как убить последнюю. Тем временем дочь местного риелтора Лори Строуд забрасывает в дом документы, так как дом выставлен на продажу. Не замечая этого, она привлекает внимание Майкла, и тот начинает за ней следить. Лори иногда замечает его, но не сильно обращает на него внимания, так как принимает за ряженого, а все её мысли заняты тем, как она и её подруги, Энни Брекетт и Линда Ван Дер Клок, встретят Хэллоуин. Линда со своим парнем Бобом хочет провести ночь в доме Майерсов, Энни вместе со своим парнем Полом — ночь в доме Уоллесов, за дочерью которых, Линдси, она должна присматривать, а Лори, у которой нет парня и которая присматривает за Томми Дойлом в одном из соседних с Уоллесами домов, соглашается присмотреть и за Линдси. Лумис, узнав о побеге Майкла, несётся в Хэдонфилд и встречается с шерифом Ли Брекеттом, отцом Энни. Лумис уверен, что Майкл, вернувшись в Хэдонфилд, захочет разыскать Анджелу. Тогда Брекетт рассказывает ему, что в ночь смерти Дебры он первым приехал в дом Майерсов и, найдя девочку, дабы та вообще не знала и не имела никакой связи с этой семьёй, анонимно подбросил Анджелу в приёмный покой больницы соседнего города, а из всех документов убрал все сведения о ней. Спустя неделю он узнал, что Мэйсон и Синтия Строуды удочерили Анджелу, назвав её Лори.
Тем временем Майкл расправляется с Линдой и Бобом (когда те забрались к нему в дом), затем идёт в дом Строудов и убивает Мэйсона и Синтию, показав последней перед смертью фотографию Лори. Синтия ничего не понимает. Бреккет и Лумис пытаются дозвониться до них, но слишком поздно. Затем Майкл приходит в дом Уоллесов, убивает Пола и ранит Энни. Пришедшая туда Лори звонит в службу спасения, и о её звонке узнают Лумис с Брекеттом. Затем Майкл нападает на Лори, и та прячется в доме Дойлов. Майкл входит в дом и, убив прибывших туда двух полицейских, силой уводит Лори с собой. Прибывший позже Лумис догадывается, что Майкл унёс её в заброшенный дом. Лори приходит в себя в подвале дома Майерсов рядом с трупом Линды. Майкл откладывает в сторону нож и показывает Лори их совместную детскую фотографию, которую он все эти годы хранил у себя. У Лори она вызывает только недоумение. Улучив момент, Лори хватает нож и всаживает его Майклу в плечо. Сумев выбраться из подвала, Лори сталкивается с Лумисом, который пытается остановить Майкла. Тот не останавливается, и тогда Лумис несколько раз стреляет в него. Майкл падает, Лумис уводит Лори. Тем временем Майкл приходит в себя, оглушает Лумиса и начинает преследовать Лори. Сумев завладеть пистолетом Лумиса, Лори направляет его на Майкла, тот бросается на неё, и они вдвоём выпадают из окна второго этажа на землю. Придя в себя на теле Майкла, Лори хватает пистолет и пытается застрелить его, но трижды случается осечка. Внезапно Майкл хватает её за руку, но Лори успевает выстрелить ему в голову, бросает пистолет и истерически кричит. Её изображение постепенно сменяется на чередующиеся с финальными титрами кадры из семейной кинохроники Майерсов с маленьким Майклом.

## В ролях
| Актёр                | Роль                    |
| -------------------- | ----------------------- |
| Тайлер Мэйн          | Майкл Майерс в 27 лет   |
| Дэйг Ферк            | Майкл Майерс в 10 лет   |
| Малкольм Макдауэлл   | Доктор Сэм Лумис        |
| Шери Мун Зомби       | Дебра Майерс            |
| Скаут Тейлор-Комптон | Лори Строуд             |
| Уильям Форсайт       | Ронни Уайт              |
| Даниэль Харрис       | Энни Брекетт            |
| Кристина Клебе       | Линда Ван Дер Клок      |
| Дэнни Трехо          | Измаил Круз             |
| Пэт Скиппер          | Мэйсон Строуд           |
| Удо Кир              | Морган Уолкер           |
| Лесли Истербрук      | Пэтти Фрост             |
| Кен Фори             | Большой Джо Гризли      |
| Сид Хэйг             | Честер Честерфилд       |
| Билл Моусли          | Зак «Человек-Z» Гарретт |
| Ник Меннелл          | Боб Симмс               |

Роб Зомби взял на роль Дебры Майерс свою жену Шери Мун Зомби в основном из-за её высокого роста, так как посчитал, что хотя бы некоторым зрителям будет из-за этого ясно, почему Майкл вырос таким высоким.
Роль Энни Брекетт сыграла Даниэль Харрис, которая появлялась в образе Джейми Ллойд в 4-й и 5-й частях «Хэллоуина». Продюсеры хотели привлечь к съёмкам многих актёров, снимавшихся в оригинальной франшизе, но Роб Зомби воспротивился этому, сделав исключение лишь для Харрис. Самой актрисе на момент съёмок было уже 29 лет, хотя играла она подростка. Продюсеры не предлагали Зомби кандидатуру Харрис — актриса сама добилась прослушивания через своего агента и произвела на Зомби положительное впечатление тем, что сразу согласилась сниматься раздетой до пояса в сцене, где Майкл нападает на Энни.

## Отзывы
На основании 119 рецензий, собранных Rotten Tomatoes, «Хэллоуин» получил рейтинг одобрения 28 % при средней оценке 4,40/10. По общему мнению, «Роб Зомби не привносит в „Хэллоуин“ много новых идей, что делает его очередным кровавым разочарованием для поклонников франшизы». Для сравнения, Metacritic, который присваивает средневзвешенную оценку из 100 баллов рецензиям основных критиков, по результатам 18 рецензий поставил 47 баллов из 100, что означает «смешанные или средние отзывы». Опросы CinemaScore сообщили, что средняя оценка фильма зрителями была «B-» по шкале от A+ до F; они также сообщили, что 62 % зрителей были мужчинами, 57 % — 25 лет и старше. Различные критики считали, что Малкольм Макдауэлл прекрасно сыграл роль Лумиса.
Питер Хартлауб из газеты «San Francisco Chronicle» считает, что Зомби удалось «привнести в „Хэллоуин“ своё собственное направление и в то же время отдать должное фильму Карпентера»; по его мнению, Зомби удалось вызвать у зрителей сочувствие к юному Майклу Майерсу, но последняя треть фильма больше похожа на монтаж сцен, в которых «Хэллоуин» скатывается в «логику фильмов-слэшеров». Натан Ли из The Village Voice частично не согласился с Хартлаубом, посчитав, что «Хэллоуин 2007», возможно, сделал слишком большой акцент на сочувствии к Майклу Майерсу, но ему удалось «углубить видение Карпентера, не искореняя его страх». Кинокритик Мэтью Тёрнер считает, что первая половина фильма, показывающая детство Майкла, была сыграна лучше, чем элементы ремейка во второй половине. Тёрнер добавил, что актёры сыграли «превосходно», подчеркнув Малкольма Макдауэлла и изображённого им доктора Лумиса, но в то же время сделал вывод, что ленте не хватило пугающей ценности оригинала Карпентера. Джейми Рассел из BBC News согласилась, что первая половина фильма получилась лучше, чем последняя; Рассел считает, что расширенная Зомби предыстория Майкла получилась «удивительно эффективной», а также согласилась с мнениями других рецензентов относительно игры Макдауэлла, но подчеркнула, что Зомби не удалось передать «сверхъестественный ужас», которым Карпентер наделил Майкла в оригинале 1978 года.